# Mirjam Kubescha
Mirjam Kubescha (Gießen, 1971) is een Duitse regisseur.
Ze studeerde kunstgeschiedenis in het Italiaanse Perugia en Film in Parijs, waar ze in 1996 afstudeerde.
Ze heeft inmiddels de volgende (korte) films geregisseerd:
- 1997: Inside the Boxes
- 1999: Schwestern
- 2001: Ecce Homo
- 2002: Die Madonna von Vlatodon (Engelse titel: The Madonna of Vlatodon)

Deze laatste film is de film waar ze in 1996 mee afstudeerde.
- Gemeinsame Normdatei: 1061335461
- Virtual International Authority File: 311612405
- WorldCat: E39PBJkXwQD6qtBTdWmWjdPYT3